# بسطاملو
بسطاملو هي قرية في مقاطعة خدا أفرين، إيران. عدد سكان هذه القرية هو 598 في سنة 2006.